# Josep Maria Pelegrí i Aixut
Josep Maria Pelegrí i Aixut (Lleida, el Segrià, 8 d'abril de 1965), polític català. Llicenciat en dret per la Universitat de Barcelona, va exercir de lletrat assessor jurídic (1992) al Departament de Medi Ambient de la Generalitat de Catalunya. Actualment treballa al sector privat, més concretament a Torrons Vicens.

## Biografia
Militant d'Unió Democràtica de Catalunya (UDC) des del 1982, ha estat secretari de Política Municipal (2001-2002) del Comitè de Govern d'UDC i secretari d'Organització (2002-2004) del Comitè de Govern d'UDC. És membre de l'Executiva Nacional de CiU des del 2003 i secretari General d'UDC des del 2004. També és conseller nacional, membre del Comitè Executiu Intercomarcal de les Terres de Lleida i membre del Comitè Executiu Local de Lleida. Ha estat vicepresident del Consell Nacional i membre de l'Executiu Nacional d'Unió de Joves.
Ha estat paer de Lleida (1991-1999), vicepresident del Consell Comarcal del Segrià (1995-1999) i delegat territorial del Departament de Medi Ambient a Lleida (1996-1999). És membre de la Comissió Provincial d'Urbanisme de Lleida, vocal del Patronat Internacional de Turisme de la Diputació de Lleida i membre del Consell de Direcció del Parc Nacional d'Aigüestortes i Estany de Sant Maurici. També ha estat director general de Qualitat Ambiental (1999-2001), membre del Consell de Direcció de la Junta de Residus, membre del Consell de Direcció de la Junta de Sanejament del Departament de Medi Ambient de la Generalitat i director general d'Administració Local del Departament de Governació i Relacions Institucionals de la Generalitat (2001-2002). Ha estat diputat per la circumscripció de Lleida a les eleccions al Parlament de Catalunya de 2003, 2006 i 2010.
El president de la Generalitat de Catalunya, Artur Mas, el nomenà conseller d'Agricultura, Ramaderia, Pesca, Alimentació i Medi Natural. El 29 de desembre de 2010 accedí al càrrec, que abandonà al juny de 2015. El 2014 es va postular temporalment per presidir el consell nacional d'Unió. Després de la seva etapa de conseller va recuperar la seva plaça de funcionari a l'Agència Catalana de Consum a Lleida.
El març de 2017 es va fer públic el seu fitxatge per l'empresa privada, a Torrons Vicens.